# Baron Digby

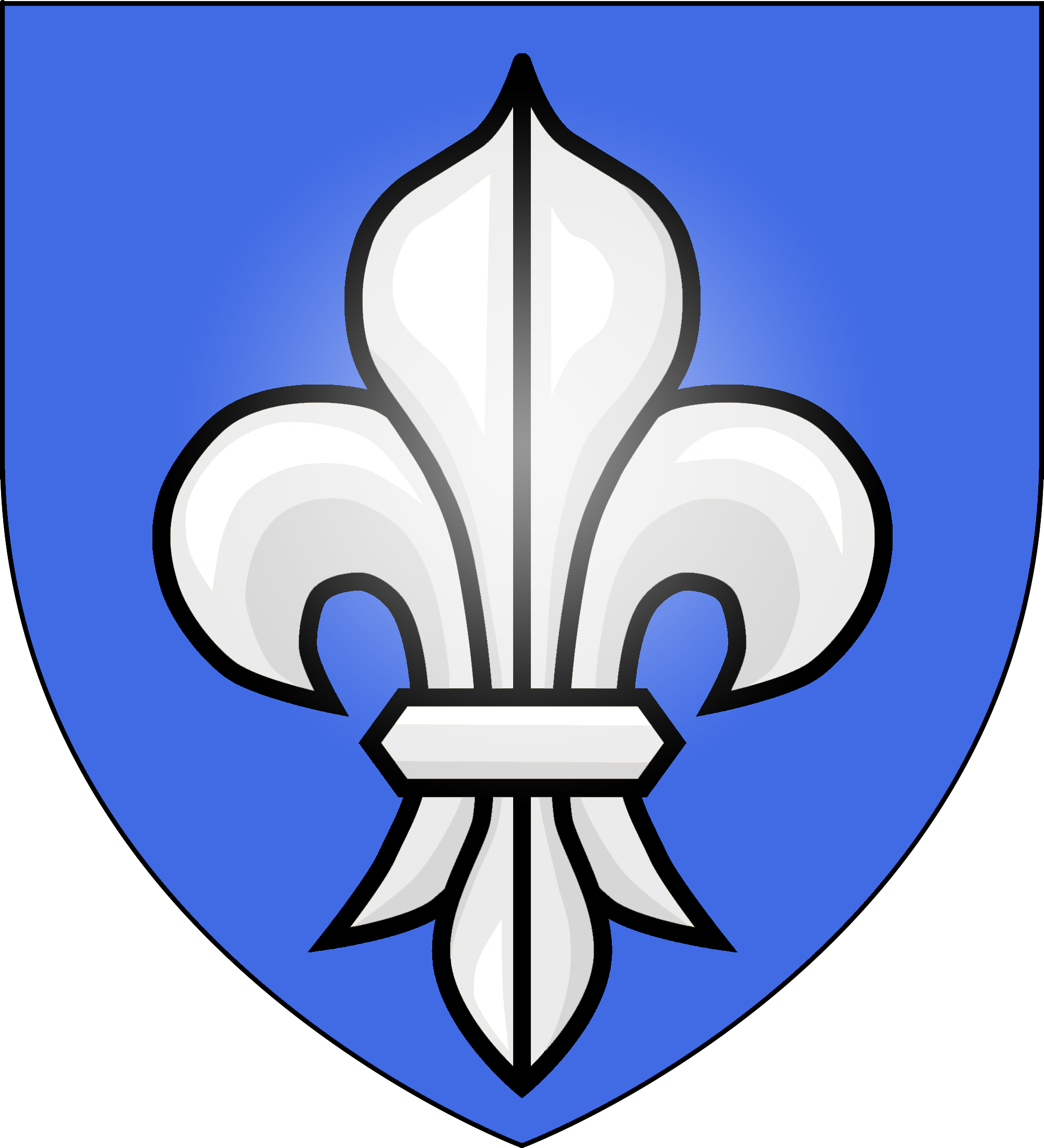
Armoiries des barons Digby

Baron Digby est un titre de noblesse héréditaire britannique, accordé une fois dans la pairie d'Angleterre, une seconde fois dans la pairie d'Irlande et une troisième fois dans la pairie de Grande-Bretagne.

## Histoire du titre
Le titre de baron Digby, de Sherborne dans le comté de Dorset, est créé pour la première fois le 25 novembre 1618 dans la pairie d'Angleterre pour l'homme politique et diplomate John Digby. Il est également nommé comte de Bristol (en) dans la pairie d'Angleterre le 15 septembre 1622. Les deux titres s'éteignent lorsque son petit-fils, le 3e comte, meurt sans enfants le 18 septembre 1698.
Parallèlement à la première attribution du titre, le titre de baron Digby, de Geashill dans le comté de King, est créé le 29 juillet 1620 dans la pairie d'Irlande pour le gouverneur du comté de King, Robert Digby (en). Il est le neveu de John Digby. Le titre est décerné avec la particularité qu'en l'absence de ses propres descendants mâles, le titre pouvait également être transmis à ses six frères et à leurs descendants mâles. Son arrière-arrière-petit-fils, Henry Digby, 7e baron Digby, est élevé au titre baron Digby, de Sherborne dans le comté de Dorset, dans la pairie de Grande-Bretagne le 19 août 1765, puis aux titres de comte Digby et vicomte Coleshill le 1er novembre 1790. Le comté et la vicomté disparurent en 1856 à la mort de son fils, Edward Digby, 2e comte Digby. Les deux baronnies Digby sont transmises à son cousin Edward Digby, qui devient le 9e et 3e baron Digby. Le titulaire actuel est son arrière-arrière-petit-fils Heny Digby, 13e et 7e baron Digby.

## Liste des barons Digby

### Baron Digby, première création (1618)
- John Digby, 1er comte de Bristol, 1er baron Digby (1580-1653) ;
- George Digby, 2ème comte de Bristol, 2éme baron Digby (1612-1677), fils du précédent ;
- John Digby, 3ème comte de Bristol, 3éme baron Digby (1634-1698), fils du précédent (titres éteints faute d'héritiers)

### Baron Digby, deuxième (1620) et troisième créations (1765)
- Robert Digby (en), 1er baron Digby (mort en 1642) ;
- Kildare Digby, 2ème baron Digby (années 1620-1661), fils du précédent ;
- Robert Digby (en), 3ème baron Digby (1654-1677), fils du précédent ;
- Simon Digby, 4ème baron Digby (1657-1686), frère du précédent ;
- William Digby, 5ème baron Digby (1661-1752), frère des précédents ;
- Edward Digby, 6ème baron Digby (1730-1757), petit-fils du précédent ;
- Henry Digby, 7ème baron Digby (1731-1793), frère du précédent ; devient baron Digby dans la pairie de Grande-Bretagne en 1765, puis comte Digby en 1790 ;
- Edward Digby, 2ème comte Digby, 8ème et 2ème baron Digby (1773-1856), fils du précédent ; le comté disparaît à sa mort ;
- Edward Digby, 9ème et 3ème baron Digby (1809-1889), cousin du précédent ;
- Edward Digby, 10ème et 4ème baron Digby (1846-1920), fils du précédent ;
- Edward Digby, 11ème et 5ème baron Digby (1894-1964), fils du précédent ;
- Edward Digby (en), 12ème et 6ème baron Digby (1924-2018), fils du précédent ;
- Henry Digby, 13ème et 7ème baron Digby (né en 1954), fils du précédent ;

L'héritier présomptif est le fils de l'actuel détenteur du titre, l'hon. Edward Digby (né en 1985).